# Gustav Kröhnke

Gustav Kröhnke um 1886

Gustav Heinrich Adolf Kröhnke (* 30. Juni 1826 in Glückstadt; † 29. März 1904 in Frankfurt (Oder)) war ein deutscher Zivilingenieur, Landvermesser und „Geheimer Baurat“. Er hatte als erster die Idee für eine direkte Verbindung nach Skandinavien über die sogenannte Vogelfluglinie.

## Leben
Gustav Kröhnke wurde in Glückstadt im damals noch dänischen Holstein am 30. Juni 1826 geboren. Im Alter von 37 Jahren reichte er 1863 bei der dänischen Regierung den Plan für den Bau einer Eisenbahnstrecke von Hamburg nach Kopenhagen über Fehmarn ein. In der politisch turbulenten Zeit vor dem Deutsch-Dänischen Krieg 1864 entwickelte Kröhnke im Auftrage des dänischen Königs Christian IX. erste Pläne für eine direkte Reiseroute zwischen den damals dänischen Herzogtümern Schleswig und Holstein und Dänemark. Als Königlich-Dänischer Baumeister legte er am 4. Juni 1863 der dänischen Regierung in Kopenhagen ausgereifte Pläne über die kürzeste Verbindung zwischen Kopenhagen und Hamburg vor, etwa der Linie folgend, welche die Zugvögel bei ihrem Flug in den warmen Süden nehmen. Danach sollten die Straßen und Bahnen auf Seeland, Falster und Lolland ausgebaut, Lolland und Fehmarn mit einer Fähre verbunden, der Fehmarnsund mit einem Damm überquert und die Anschlussstrecke über Neustadt in Holstein und Lübeck nach Hamburg entsprechend ergänzt werden.
In Kopenhagen war man begeistert, doch der Deutsch-Dänische Krieg 1864 vereitelte die Ausführung der Pläne. Dänemark verlor den Krieg, Fehmarn wurde preußisch und nach der Reichsgründung 1871 deutsch. Kröhnkes Pläne verschwanden in den Schubläden des Kopenhagener Seefahrtarchivs.
Aus dänischen Diensten entlassen, bot Gustav Kröhnke seine Pläne den Preußen an, und am 17. September 1865 erteilte die oberste Zivilbehörde ihm die Erlaubnis zur Inangriffnahme der Vorarbeiten (Nivellement) einer von Hamburg über Segeberg und Oldenburg in Holstein nach dem Nordrand der Insel Fehmarn geführten Bahnstrecke. Doch der Deutsch-Französische Krieg 1870/71 verzögerte wieder die Ausführung.
Kröhnke widmete sich nun neuen Aufgaben: 1866 erteilte ihm die dänische Regierung die Konzession für den Bau einer Eisenbahn auf Lolland und die Anlage eines Fährhafens nahe Rødby (Syltholm). Außerdem widmete er sich der Landgewinnung. Auf Fehmarn legte er zur Anlage eines Gutes den Kopendorfer See trocken und übernahm das fast 500 Hektar große Areal 1866 zwar kostenlos, aber mit der Auflage des preußischen Staates zum Bau eines Schutzdeiches auf eigene Kosten, ohne staatliche Hilfe. Nach umfangreichen und zeitraubenden Arbeiten gelang die Trockenlegung, und eine Fläche von etwa 400 Hektar konnte gewonnen werden. Das Schleswig-Holsteinische Amtsblatt verkündete damals:
„Der Gesammtheit der auf der Besitzung des Ingenieurs Kröhnke, dem trockengelegten See auf der Insel Fehmarn stehenden Gebäude ist der Name Wallnau, Gemarkung Wallnau, beigelegt worden.
Schleswig, den 19. April 1871.
Königliche Regierung, Abtheilung des Innern.“
Am 13. November 1872 verheerte eine Sturmflut die Küsten Fehmarns; alle Schutzdeiche wurden unterspült und durchbrochen, alle Dörfer in den Niederungen überflutet. Als Gustav Kröhnke mit seinen Leuten versuchte, das Vieh zu retten, gerieten sie selbst in Lebensgefahr und konnten nur noch auf den Dachboden der mit Zementmauern gebauten Scheune flüchten, von wo aus sie erst am Nachmittag des 14. November gerettet wurden. Nach dieser katastrophalen Sturmflut wurden Fehmarns Deiche repariert bzw. mit staatlicher Hilfe verstärkt und erhöht, doch der Wallnauer Deich wurde ausgespart, denn seine Pflege oblag vertraglich dem Grundeigentümer Kröhnke. Folglich begann dieser von neuem, Wallnau trockenzulegen sowie den Schutzdeich zu verstärken und zu erhöhen. Doch bevor er fertig war, brach das nächste Hochwasser 1874 wieder in sein Land ein und 53 Rinder sowie 51 Schafe ertranken.

## Familie
Am 22. Oktober 1874 heiratete Gustav Kröhnke in zweiter Ehe eine Fehmarner Bauerntochter, Anna Emerentia Wilder (* 13. November 1847) aus Gammendorf. Aus dieser Ehe ging eine Tochter Ella hervor, die am 19. Juli 1875 in Wilhelmshaven geboren wurde. Ella erinnerte sich später, dass ihr Vater nach der Katastrophenflut 1872 vom deutschen Staat eine Entschädigung von 1.500 Goldmark erhalten habe. In jungen Jahren habe sie den Vater bei seinen Unternehmungen, beispielsweise im Oderbruch, begleitet und für sein leibliches Wohl und das seiner Gäste gesorgt. 1904 heiratete Ella Kröhnke den späteren Infanteriegeneral Robert Bürkner. Im selben Jahr starb der Ingenieur Gustav Kröhnke am 29. März in Frankfurt an der Oder, 78 Jahre alt. Sein Gut Wallnau hatte er da bereits an Hamburger Gewürzkaufleute verkauft, die große Rieselwiesen und Kräuteräcker anlegten.
| Personendaten    | Personendaten                         |
| ---------------- | ------------------------------------- |
| NAME             | Kröhnke, Gustav                       |
| ALTERNATIVNAMEN  | Kröhnke, Gustav Heinrich Adolf        |
| KURZBESCHREIBUNG | deutscher Ingenieur und Landvermesser |
| GEBURTSDATUM     | 30. Juni 1826                         |
| GEBURTSORT       | Glückstadt                            |
| STERBEDATUM      | 29. März 1904                         |
| STERBEORT        | Frankfurt (Oder)                      |